# Tiest van Gestel
Jan Baptist Jozef ("Tiest") van Gestel (Goirle, 29 maart 1881 – aldaar, 9 februari 1969) was een Nederlandse handboogschutter.
Van Gestel schoot voor Nederland op de Olympische Spelen in Antwerpen (1920). Hij won met het team op het onderdeel bewegend vogeldoel (28 meter) de gouden medaille. Zijn teamgenoten waren Joep Packbiers, Janus Theeuwes, Driekske van Bussel, Jo van Gastel, Piet de Brouwer, Janus van Merrienboer en Theo Willems.